# ファンダメンタル・ラブ
『ファンダメンタル・ラブ』は、日本の音楽グループ、Every Little Thingの24枚目のシングル。

## 解説
前作『Grip!』から3か月半でのリリース。ベスト・アルバム『Every Best Single 2』の先行シングルであるが、前作はオリジナルアルバムの先行シングルだったため、2作連続の先行シングルとなった。
ビデオクリップが2種類存在する。一方は持田がバイクに乗ったりボクシングをしているもので、『Every Best Single 2』の初回限定盤付属DVDやビデオクリップ集『THE VIDEO COMPILETION IV』などに収録されている。もう一方の「2003 tour edition」は2003年のツアーの映像を編集したもので、ライブDVD『every little thing :2003 tour MANY PIECES』に特典映像として収録されている。

## 収録曲
1. ファンダメンタル・ラブ
作詞：持田香織　作曲：多胡邦夫　編曲：tasuku & 伊藤一朗
  - 森永乳業「ラクトフェリンヨーグルト」TV-CFソング。（飯島直子出演）
  - 飯島出演のCMに自身の曲が使用されたのは、1997年の「スリムビューティハウス」（CMソングは「Dear My Friend」）以来6年振りである。
2. nostalgia (2003614 version)
作詞：持田香織　作曲：菊池一仁　編曲：Nobuhito "UNA" Tanahashi & 伊藤一朗
  - 22ndシングル「UNTITLED 4 ballads」収録曲のライブ音源。
  - ライブ音源がシングルに収録されるのは自身初である。
3. ファンダメンタル・ラブ (Instrumental)

## 楽曲の収録アルバム
ファンダメンタル・ラブ
- 『commonplace』
- 『Every Best Single 2』
- 『Every Best Single 〜COMPLETE〜』
- 『Every Best Single 2 〜MORE COMPLETE〜』
- 『Every Best Single 2 〜middLe period〜』